# Psalm 121 (Valen)
Psalm 121 aus dem Jahr 1911 ist eine Komposition für gemischten Chor, Solisten und Orchester von Fartein Valen. Das Thema der Komposition ist der Psalm 121, des Alten Testamentes der Bibel, Vers 1–3 und 7–8. Musikalisch ist das Werk von der deutschen Spätromantik beeinflusst.
Fartein Valen war von 1909 bis 1911 Student bei der Königlichen Hochschule für Musik. Valen war nach der Fertigstellung des Psalms mit seiner Komposition zufrieden und sein Freund Christian Sinding hat ihm empfohlen, sie herauszugeben, was aber nicht verwirklicht wurde. Als er damals mit seiner künstlerischen Weiterentwicklung sehr beschäftigt war, hatte er keine Zeit für Aufführungen fertiggestellter Werke. Psalm 121, dem von dem Komponisten auch keine Opuszahl gegeben wurde, wurde erstmals am 31. Mai 1984 bei Festspillene i Bergen (Musikfestspiele in Bergen) aufgeführt, damals mit der Bergen Domkantorei und dem Orchester von Musikselskabet Harmonien unter der Leitung der norwegischen Dirigenten Karsten Andersen und Magnar Mangersnes (Chorleitung).

## Einspielungen
- 2005: Bergen Domkantori: Auf der CD Bach, Schönberg, Valen ist die Orgelversion von Kjell Mørk Karlsen eingespielt. Leitung: Magnar Mangersnes.
- 2013: Det Norske Solistkor: Die CD Refractions, enthielt eine Orchesterversion mit dem Norwegischen Rundfunkorchester. Leitung: Grete Pedersen, norwegische Dirigentin und Professorin der Norwegischen Musikhochschule.

Die Aufführungsdauer beträgt ungefähr 17 Minuten.

## Partituren
- Orgelpartitur von Kjell Mørk Karlsen, Harald Lyche & Co. Norsk Musikkforlag 1984.
- Partitur für Orchester von Eivind Buene (2005).